# Maurizio Massaria
Maurizio Massaria, detto Rospetto (Roma, 24 novembre 1951 – Slavonski Brod, 24 giugno 1998), è stato un mafioso italiano, esponente dell'organizzazione malavitosa romana Banda della Magliana.

## Biografia
Nato a Roma, nel rione Testaccio, si affaccia nel mondo della criminalità già dai anni sessanta, come rapinatore e scippatore, essendo parte di una piccola batteria. Già dall'epoca vicino agli ambienti di estrema destra.
Nei primi anni settanta stringe rapporti con importanti esponenti della malavita romana, tra cui Danilo Abbruciati e Raffaele Pernasetti, poiché frequentavano lo stesso bar, nei pressi dell'Alberone, e successivamente, entra nella batteria di Maurizio Abbatino, come riferirà negli stesso successivamente:
(Racconto di Maurizio Abbatino.)

### Il percorso nella Banda della Magliana
Entrato nella banda in pianta stabile nel 1979, in seguito all'omicidio di Franco Nicolini, si dimostrò abile rapinatore, agendo prevalentemente nelle aree centrali della capitale. 
con il gruppo rimase attivo fino al 1986, quando, in seguito al pentimento di Claudio Sicilia e il seguente processo viene arrestato; tuttavia,  ma riesce in seguito ad evadere e a fuggire in Toscana.

### L'omicidio Barducci e la morte
Il 20 dicembre 1992 è protagonista di una rapina con omicidio, ai danni del gioielliere Carlo Barducci, insieme a Pompili e Osiride Bracci.
Nel gennaio successivo venne così processato, e il 20 gennaio 1995 fu condannato in primo grado, e nel febbraio del 1998 in via definitiva.
Nel frattempo egli si rese latitante fuggendo in Croazia, dove morì improvvisamente il 14 giugno 1998, a causa di un arresto cardiaco. 